# 沙波廷
沙波廷（也称为5,6,2',6'-四甲氧基黄酮，5,6,2',6'-tetramethoxyflavone）是一种天然的O-甲基化黄酮，分子式C19H18O6，存在于香肉果（Casimiroa edulis）等植物中。